# Fahren
Fahren est une petite commune allemande du Schleswig-Holstein, située dans l'arrondissement de Plön, à cinq kilomètres au sud-ouest de Schönberg (Holstein), sur la rive du Passader See. Fahren fait partie de l'Amt Probstei qui regroupe 20 communes situées dans la région du même nom.